# Herkules i królowa Lidia
Herkules i królowa Lidia (wł. Ercole e la regina di Lidia, hiszp. Hércules y la reina de Lidia, franc. Hercule et la Reine de Lydie) – włosko-hiszpańsko-francuski film miecza i sandałów z 1959 roku w reżyserii Pietra Francisciego i Mario Bavy bazujący na postaci Herkulesa (Heraklesa) z grecko-rzymskiej mitologii oraz dramatach Siedmiu przeciw Tebom Ajschylosa i Edyp w Kolonie Sofoklesa. Kontynuacja filmu Herkules z 1958 roku.

## Fabuła
Starożytna Attyka. Herkules wraz ze swą żoną Jole i przyjaciółmi z Jolkos wyrusza do rodzinnych Teb. Laertes, ojciec Ulissesa wręcza im gołębie, a Argos lirę. Po drodze zatrzymuje ich zły olbrzym Antajos mordujący przybyszów nie mogących mu zapłacić. Dzięki wiedzy Ulissesa o źródle siły Antajosa, Herkules go pokonuje.
W tebańskich jaskiniach Herkules i jego towarzysze znajdują abdykowanego króla Teb, Edypa z synem Polinikiem. Za namową Herkulesa odbywają się negocjacje pomiędzy Polinikiem a Eteoklesem rywalizującymi o tron królewski. W drodze do Polinika Herkules i Ulisses czerpią wodę ze Źródła Zapomnienia, przez co pierwszy traci pamięć, a drugi mowę. Trafiają w niewolę obcych wojsk i wypływają do Lidii władanej przez piękną i nikczemną Omfale.
Herkules cierpiący na amnezję zostaje uwiedziony przez królową jako jej nowy kochanek. Na osobności Ulisses tylko udający głuchoniemego wyjawia mu prawdę, jednak bez skutku. Wysyła więc jednego z ofiarowanych gołębi z wiadomością o pomoc do Itaki. Laertes wyrusza z Argonautami na ratunek, lecz przestrzega swą żonę Antykleę i narzeczoną Ulissesa, Penelopę o niewyjawieniu powodu nagłej podróży.
Tymczasem Eteokles podejrzewający nieobecnego Herkulesa o spiskowanie z Polinikiem zamierza pojmać Jole, mimo sprzeciwu arcykapłana Kreona. Następnie wydaje rozkaz aresztowania każdego wspierającego Polinika zaczynając od Kreona. W Lidii Ulisses odkrywa zabalsamowane zwłoki poprzednich kochanków Omfale, która chce zrobić to samo z Herkulesem. Laertes i Argonauci docierają do Lidii i są goszczeni przez Omfale. Ta zamierza wziąć Kastora jako następcę Herkulesa.
Herkulesowi zaczyna wracać pamięć. Konfrontuje się z Omfale, która jednak zarzeka o prawdziwej miłości do niego. Jednak Herkules i jego towarzysze nie dają się zwieść Omfale i powstrzymują jej żołnierzy, a Ulisses zabija ich dowódcę – Sandone. Uciekają z Lidii, a Omfale nie mogąc znieść przegranej popełnia samobójstwo w cieczy służącej do balsamowania zwłok.
Polinik i Eteokles wzajemnie podejrzewający Herkulesa o spisek szykują się na bitwę w Delfach. Eteokles w imieniu swego generała Lastene wyzywa brata na pojedynek. Tymczasem Herkules z Argonautami dociera do Teb by odbić więzioną przez Eteoklesa Jole, gdzie trafia do areny z tygrysami. Udaje się mu z wielkim trudem je pokonać. Polinik i Eteokles walczą ze sobą i obaj giną. Główny wódz Polinika – Amfiaraos zamierzający porwać Jole chce podbić Teby, jednak jego wojska rozbija obrona dowodzona przez Herkulesa. Jole jednoczy się z Herkulesem, zaś Kreon zostaje obwołany nowym królem Teb.

## Obsada[2]
| Rola                 | Aktor                 | Głos                       |
| -------------------- | --------------------- | -------------------------- |
| Herkules             | Steve Reeves          | Emilio Cigoli              |
| Omfae, królowa Lidii | Sylvia Lopez          | Andreina Pagnani           |
| Jole                 | Sylva Koscina         | Maria Pia Di Meo (dialogi) |
| Jole                 | Sylva Koscina         | Marisa Del Frate (śpiew)   |
| Ulisses              | Gabriele Antonini     | Massimo Turci              |
| Eteokles             | Sergio Fantoni        | Sergio Fantoni             |
| Polinik              | Mimmo Palmara         | Renato Turi                |
| arcykapłan Kreon     | Carlo D’Angelo        | Giulio Panicali            |
| Sandone              | Gianni Loti           | Gianni Loti                |
| król Edyp            | Cesare Fantoni        | Ivo Garrani                |
| Amfiaraos            | Daniele Vargas        | Bruno Persa                |
| Laertes              | Andrea Fantasia       | Gualtiero De Angelis       |
| Argos                | Aldo Fiorelli         | Gianfranco Bellini         |
| Tyfus                | Aldo Pini             | Bruno Persa                |
| Kastor               | Fulvio Carrara        | Fulvio Carrara             |
| Polluks              | Willy Colombini       | Willy Colombini            |
| Eskulap              | Gian Paolo Rosmino    | Lauro Gazzolo              |
| Orfeusz              | Gino Mattera          | brak danych                |
| Lastene              | Ugo Sasso             | Ugo Sasso                  |
| Antajos              | Primo Carnera         | Giorgio Capecchi           |
| Antyklea             | Fulvia Franco         | Clelia Bernacchi           |
| Penelopa             | Patrizia Della Rovere | Vittoria Febbi             |
| Admeo                | Angelo Zanolli        | Angelo Zanolli             |
| Megareus             | Alan Steel            | Alan Steel                 |
| Melanippus           | Giuliano Gemma        | brak danych                |
| Narrator             | –                     | Nando Gazzolo              |

## Produkcja

### Przygotowania i scenariusz
Po gigantycznym międzynarodowym sukcesie finansowym Herkulesa (1958) zapadła decyzja o kontynuacji. Amerykański kulturysta Steve Reeves grający tytułową rolę po nakręceniu zdjęć wrócił do Kalifornii do swej pracy jako rzecznik ds. public relations w American Health Studios. Nie miał wiedzy o przyjęciu filmu, dopóki nie otrzymał telefonu od jego reżysera Pietra Francisciego z prośbą o powrót do Rzymu i zagranie w kolejna części. Reeves, któremu pensja w American Health Studios została obniżona, zwabiony większym zarobkiem i poczuciem kolejnej okazji do prezentacji jego siły zdecydował odejść z pracy i poleciał lotem do Włoch, gdzie już w samolocie był witany przez fanów skandujących „Ercole”.
Do produkcji wróciła ta sama ekipa co w poprzednim filmie, a większość aktorów powtórzyła swe role. Za scenariusz ponownie odpowiadał Fracisci i Ennio De Concini opierając się na micie o zniewoleniu Heraklesa przez Omfale. Do wątku pobocznego wykorzystano greckie tragedie Siedmiu przeciw Tebom Ajschylosa i Edyp w Kolonie Sofoklesa. Tim Lucas w książce Mario Bava: All the Colors of the Dark sugeruje, że wątek Jole tkającej szatę jako wybór swego nowego męża i prującą, by ów wybór opóźnić wykorzystano z Odysei Homera, gdzie w ten sposób postępowała Penelopa, żona Odyseusza; także tym samym eposem miała się inspirować wspólna podróż Herkulesa i Ulissesa, który w filmie z protagonisty stał się pomocnikiem. Lucas wykazuje też, że jedną z inspiracji do scenariusza był pasek komiksowy Flash Gordon Alexa Raymonda, a mianowicie historia z 1935 roku, gdzie podobnie jak w przygodach Herkulesa w Lidii, Flash zostaje schwytany i odurzony przez Azurę, Królową Czarownic eliksirem powodującym amnezję. I tak samo po odzyskaniu świadomości on i jego towarzysze nie dają się drugi raz się nabrać Azurze. Z kolei walka Flasha w jamie tigronów cesarza Minga na planecie Mongo jest odzwierciedleniem walki Herkulesa z tygrysami w Tebach. Lucas uważa, że późniejsze kino peplum chętnie sięgało z komiksu Raymonda zwłaszcza Ercole al centro della terra (1961) Mario Bavy czy Przygody Herkulesa (1983).

### Casting
Do roli Omfale zatrudniono francuską modelkę Sylvię Lopez, która grywała już we włoskim kinie wcielając w role femme fatale. Była to jej jedna z ostatnich ról, jako że będąc na planie chorowała na białaczkę po czym rok później zmarła w wieku 28 lat. Eteoklesa zagrał Sergio Fantoni, a jego ojciec Cesare Edypa, który w scenariuszu był również ojcem postaci granej przez Fantoniego. Antajosa zagrał popularny wrestler i bokser Primo Carnera. Epizodycznie oficerów Melanippusa i Megareusa zagrali kolejno Giuliano Gemma i Alan Steel (wówczas pod swoim prawdziwym nazwiskiem Sergio Ciani) znani potem jako gwiazdy kina peplum. Steel był również dublerem kaskaderskim Reevesa.

### Zdjęcia
Zdjęcie odbywały się między czerwcem a sierpniem 1958 roku. Wtedy też Reeves przekonał się o ówczesnej specyfice włoskiej kinematografii: „Zaraz po tym, jak przyjechałem do Włoch, aby rozpocząć zdjęcia do Herkulesa, zaczęliśmy zauważać inne ekipy, takie jak nasza, dwie lub trzy plaże dalej od nas, ustawiające kamery i kręcące filmy o Herkulesie, takie jak nasze. To było niewiarygodne. Używali tych samych kostiumów, fabuły, a nawet [tych samych] pomysłów co Francisci. Myślę, że to było jak ze wszystkim innym w życiu: gdy ktoś wpadnie na świetny pomysł, wszyscy chcą go zrealizować”.
Z powodu bariery językowej Steve Reeves nie zaprzyjaźnił się z ekipą i innymi aktorami. Niektórzy z nich kwestionowali siłę kulturysty, sugerując że wspomagał się sterydami. W 1989 roku Sylva Koscina w programie telewizyjnym Frassica contro Ercole powiedziała w wywiadzie z Nino Frassicą, że Reeves nie był w stanie jej unieść: „Nie mógł mnie nieść i jednocześnie mówić swoich kwestii, bo sapał z wysiłku! Kazali więc dwóm technikom uklęknąć przed nim, by podtrzymać mój ciężar!”. Reeves zaprzeczał tym zarzutom: „Skoro byłem w stanie podnieść [Mimmo] Palmarę, który ważył prawie 200 funtów, dlaczego nie miałbym podnieść Kosciny?”. Za to Reeves zaprzyjaźnił się Lopez, która znała język angielski i po latach wspominał, że na planie pomiędzy nimi rodziło się uczucie: „Pamiętam, jak kręciłem scenę, w której musieliśmy się pocałować. Francisci krzyczał »Przestań, przestań!«, a my dalej się całowaliśmy, jakbyśmy byli tam jedynymi ludźmi. Musiało interweniować dwóch techników, żeby nas rozdzielić!”
Początkowo Carnera nie był zadowolony z przebiegu walki z Reevesem, mówiąc że nie chce przegrać „z tym Jankesem”. W końcu dał się przekonać gdy wyjaśniono mu, że wygrana Herkulesa nad Antajosem jest istotna w oryginalnym micie. Operator zdjęć Mario Bava później przyznał się, że był de facto reżyserem około 70% produkcji.

### Efekty specjalne
Mario Bava ponownie oprócz zdjęć odpowiadał za efekty specjalne. Podczas kręcenia Bava poznał Massimo De Ritę, który potem pomógł mu uruchomić własną karierę reżyserską: „Kiedy dotarłem na scenę dźwiękową w Scalera, natknąłem się na następującą scenę: dość zużyty i załatany niebieski ekran, a przed nim ustawiony wóz ze Steve’em Reevesem i Sylvą Kosciną, która odgrywała pantomimę do playbacku (...) Spojrzałem na Bavę, który odwzajemnił uśmiech i powiedział: »Jesteśmy w złym stanie, nieprawdaż?« Ale kiedy zobaczyłem gotową scenę, ta scena wydała mi się prawdziwa, magiczna... wszystko nabrało realizmu i elegancji” .
Siedziba Omfale był przedstawiona za pomocą dorysówek z zaciemnioną dobudówką po prawej stronie. Podobnie została ukazana sceneria, gdzie Omfale schodzi klatką schodową czy scena, gdy Laertes odbiera gołębia z wezwaniem Ulissesa o pomoc.
W walce z tygrysami Reeves i jego dubler Alan Steel zmagali się zarówno z odurzonymi zwierzętami, jak i sztucznymi replikami, ale okazało się niemożliwe użycie któregokolwiek z nich do stworzenia koniecznego ujęcia czujnego tygrysa rzucającego się w powietrze na bohatera. Aby to osiągnąć, Bava w oparciu o materiał filmowy, namalował rozmytego tygrysa na przezroczystym dysku ze szkła lub plastiku i obracał go ręcznie przed obiektywem kamery, tak aby stworzyć iluzję skaczącego tygrysa. Bava polegał na tym, że ludzkie oko nie zarejestruje niedoskonałości i będzie rozproszony głosem zwierzęcia.
Zastosowano również blue box, m.in. gdy w dokach Teb Argonauci walczą ze strażnikami, Herkules ukradkiem wbiega po wielkich schodach. Było to rzeczywiste miejscem, ale wejście po niej była o połowę krótsze. Bava dwukrotnie sfilmował schody, raz w pobliżu z zamaskowaną górną ramą i ponownie z większej odległości z zamaskowaną dolną ramą. Oba elementy optycznie połączono razem oraz w montażu dano krótkie ujęcie wchodzących Argonautów, aby ukryć brak ciągłości wchodzenia Reevesa z jednej ekspozycji na drugą. Gotowe elementy zostały następnie użyte do wypełnienia tła walki na miecze, która została sfilmowana w studiu.
Wjazd do bram Teb był w rzeczywistości polną drogą usytuowaną między dwoma wzgórzami. Pionowe boki bramy zostały wzniesione na miejscu, podczas gdy cała sekcja parapetu, w której znajdują się aktorzy, została nakręcona w studio, a później optycznie połączona z materiałem filmowym.

### Muzyka
Podobnie jak w przypadku poprzedniej części ścieżkę muzyczną wykonał związany z kinem peplum Enzo Masetti, dla którego była to ostatnia praca przed emeryturą. Masetti napisał piosenkę „Per l’eternità”, którą Jole śpiewa na początku filmu. Wokal został zaśpiewany przez Marisę Del Frate, a następnie zsynchronizowana z ruchem ust Sylvy Kosciny. Oryginalna piosenka została wydana we Włoszech jako singiel przez wytwórnię Cetra.

### Postprodukcja
Tak jak w przypadku pierwszej części angielską wersją językową na rynek międzynarodowy wykonało English Language Dubbers Association z Rzymu, gdzie również Reeves nie dubbingował swojego własnego występu z powodu przepisów włoskich studiów dubbingowych, które zabraniały postronnym aktorom brać udział w nagraniach, o ile tego nie precyzował kontrakt. Anglojęzyczny tytuł brzmiał Hercules Unchained (pol. Herkules uwolniony).  Piosenka „Per l’eternità” została przetłumaczona przez Mitchella Parrisha starając się adaptować tekst, by słowa zgadzały z ruchem ust Kościny. Nowa wersja piosenki nazywała się „Evening Star”. Wersję tę wykonała nowojorska piosenkarki June Valli.

## Wersja amerykańska
Amerykański producent i dystrybutor filmowy Joseph E. Levine, odpowiadający za dystrybucję Herkulesa w Stanach Zjednoczonych w 1959 roku, był tak pewny sukcesu filmu na tamtejszym rynku, że kupił z wyprzedzeniem prawa do dystrybucji jego kontynuacji, a nawet odwiedził plan zdjęciowy podczas kręcenia.
Tak jak w przypadku pierwszej części Levine nie skorzystał z dubbingu English Language Dubbers Association i powstała nowa angielska wersja językowa autorstwa Titra Sound Corporation z Nowego Jorku. Herkules ponownie został zdubbingowany przez George’a Gonneau.
Aby sprzedać Herkulesa i królową Lidię, Levine zorganizował imprezę plenerową w hollywoodzkim hotelu Beverly Hills, gdzie w centrum była lodowa figura Herkulesa, z kolorowymi żarówkami zamrożonymi w środku. Wcześniej na ok. 700 biurkach ustawiono 4-funtowych rzeźb Herkulesa z czekolady . Levine ponownie rozpoczął szeroko zakrojoną kampanię reklamowej. W kinach widzowie mogli oglądać zarówno zwiastuny, jak i zwiastuny produkcji. Całostronicowe kolorowe reklamy zostały umieszczone w czasopismach masowych, takich jak „Life”, „Look” i „Ebony”, a także w najlepiej sprzedających się specjalistycznych magazynach rozrywkowych czy różnych gazetach codziennych i niedzielnych.
Levine zawarł umowy z innymi firmami, aby podjąć pionierskie kroki w kierunku merchandisingu filmowego z rowerami, t-shirtami czy adaptacją komiksową Dell Comics. Przed premierą filmu zarezerwowano 6360 spotów telewizyjnych w 212 różnych stacjach w całej Ameryce Północnej. Była to sytuacja bezprecedensowa, gdyż wcześniej przemysł filmowy uważał telewizję za zagrożenie dla swojego prymatu w świecie rozrywki, a Levine wykorzystując reklamę telewizyjną pokazał, jak wykorzystać popularność nowego medium do generowania zainteresowania i dużych zysków.
W 1975 roku wytwórnia Levine’a, Embassy Pictures już jako Avco-Embassy wznowiła Herkulesa i królową Lidię w podwójnym pokazie z Herkulesem, jednak filmy nie były takim sukcesem jak za pierwszym razem w związku z częstymi powtórkami w telewizji. W 1997 Don Moriarty, Greg Alt i Dave Trottier wykupili prawa do obu filmów i połączyli je w razem tworząc na rynek video film komediowy Hercules Recycled, w której postać Reevesa nazywa się Burt Galaxy z XXI wieku, który musi ocalić świat odzyskując sekretną formułę energii zapisaną na odwrocie złotej maty łazienkowej. Stworzyli nowy dubbing i reklamowali swą wersję cytatem Reevesa, według którego grozi im złamaniem karków. W rzeczywistości Reeves zaaprobował projekt: „Na początku nie myślałem, że [parodia] powinna powstać z powodu klasyków. Ale potem pokazali mi kilka klipów i wyglądało to całkiem zabawnie. Nie sądziłem, że będę zadowolony z wyników, ale zrobili to bardziej gustownie, niż się spodziewałem”.

## Premiera i odbiór
Włoska premiera miała miejsce 14 lutego 1959 roku w Walentynki i Herkulesi królowa Lidia okazali się jeszcze większym sukcesem finansowym niż poprzednik, zarabiając prawie 900 milionów lirów. Spowodowało to uzyskanie Galatea Film pozycji jednej z czołowych włoskich firm produkcyjnych. W Stanach Zjednoczonych film miał premierę 30 czerwca 1960 roku w Nowej Anglii, gdzie wyświetlając w 200 kinach zarobił 500 tys. dolarów. W Wielkiej Brytanii był on trzecim najlepiej zarabiającym filmem w roku 1960.
Jednocześnie Lionello Santi, właściciel i przewodniczący Galatea Film ogłosił, że nie będzie już robił żadnych filmów o Herkulesie. Także Francisci nie chciał więcej kręcić takowych filmów. Santi sprzedał prawa autorskie do Herkulesa wytwórni SpA Cinematografica. Reeve był chętny wystąpić w trzeciej części Herkulesa, ale wyłącznie z Franciscim jako reżyserem: „Kiedy odmówiłem zrobienia kolejnego Herkulesa, dostałem wiele różnych propozycji. Poprosili mnie, żebym zagrał Maciste i Ursusa. Odrzuciłem je wszystkie. Nie chciałem, by moja publiczność zobaczyła, jak robię drugorzędne imitacje i parodie”.
Także film był kością niezgody pomiędzy Bavą a Franciscim i była to ich ostatnia współpraca. Gdy Bava do końca życia nie odmawiał Francisciemu wkładu w renesans włoskiego kina z lat 50. XX wieku, tak był wściekły na niego za brak uznania jego wkładu w sukces Herkulesów. Kiedy filmy miały swoje premiery w Rzymie, Francisci ledwie witał się z Bavą, odmawiając mu przedstawienia go inwestorom filmu. Riccardo Freda opisywał to tak: „Pewnego dnia Bava skarżył się mi, że chociaż wymyślił wygląd tych filmów, wystawił je i uwiecznił na taśmie filmowej, która miała być pokazywana w kinach, to jego reżyser zbierał całą chwałę. Wówczas na premierze filmu [reżyser] zrobił wszystko, żeby go zamknąć i odizolować na balkonie kina, żeby wszystkie komplementy i pochwały padały tylko na niego, reżysera”. Wzburzony Freda przekonał Bavę, by zakończył pracę z Franciscim: „Postawiłem mu [Bavie] ultimatum: jeśli nie przestanie współpracować z tym tzw. reżyserem, już nigdy go nie zatrudnię. Wysłuchał mnie, jak zawsze, z lekko kpiącym uśmiechem. Ale nigdy więcej nie pracował z Franciscim, chociaż ten chciał go do Archimede. I Bóg wie, jak go potrzebował: film okazał się straszną klapą!”
Tim Lucas uważał Herkulesa i królowę Lidię za najmroczniejszy film Francisciego, którego twórczość filmowa dotykała mrocznych tematów dość powierzchownie: „Ten film jest wyjątkiem od tej reguły; to najmroczniejszy i być może najbardziej szczery film, jaki Francisci kiedykolwiek podpisałby jako reżyser”. Zwraca uwagę, że motywem przewodnim jest rozdzielenie, jako że czołowi bohaterowie zmuszeni są odseparować od swych bliskich i przyjaciół, zaś Herkules czuje się obcy po powrocie Teb i może być jego części po wypełnieniu wyznaczonej misji, która i tak kończy się oskarżeniem o zdradę. Lucas uważa, że jak Herkules był rozrywką z łagodnymi polityczno-socjologicznymi podstawami, tak jego kontynuacja dotyka bardziej osobistej sfery bohaterów, którzy są zagrożeni ze strony seksualnej. Skrytykował jednak role Sergio Fantoniego i Mimmo Palmary, pierwszego określając pomyłką obsadową, a drugiego jako niewykorzystanego aktorsko do stworzenia pełnowymiarowego czarnego charakteru.
Herkules i królowa Lidia, tak jak jego poprzednik, był wyświetlanym filmem w ramach programu telewizyjnego Mystery Science Theater 3000, wyśmiewającego słabe produkcje filmowe.